# Acacia trigonocarpa
Acacia trigonocarpa é uma espécie de leguminosa do gênero Acacia, pertencente à família Fabaceae.